# Alonzo Levister

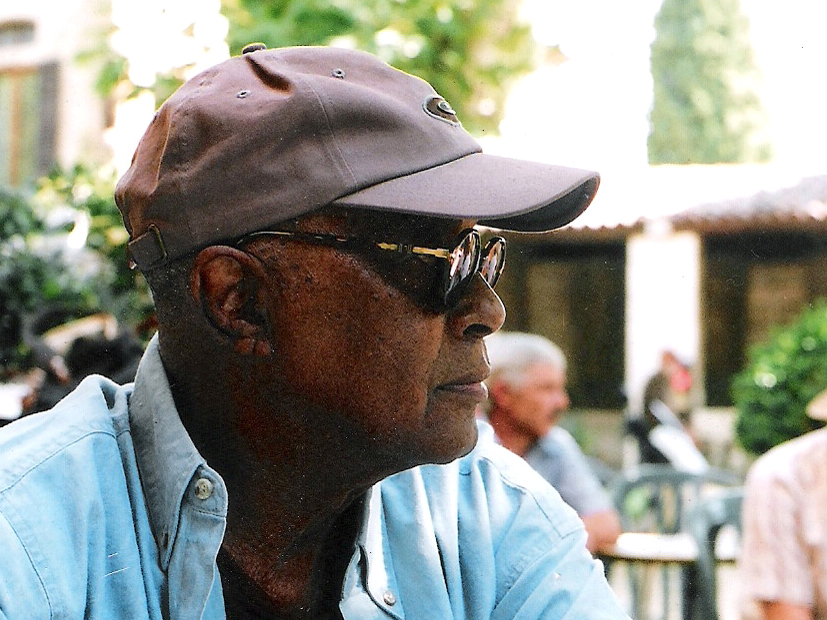
Alonzo Levister (2007)

Alonzo Levister (* 1. November 1925 in Greenwich, Connecticut; † 6. Dezember 2016 in Alcobaça, Portugal) war ein US-amerikanischer Arrangeur, Komponist, Musikproduzent und auch Jazzpianist.

## Leben und Wirken
Levister wuchs in New York City auf und studierte am Boston Conservatory (1946), in Paris und an der Juilliard School. Während der frühen 1950er schrieb er Ballettmusiken. Daneben arbeitete er zunächst für mehrere Tanzorchester und war Begleiter on Katherine Dunhmas Tanzschule. 1955 arbeitete er für Thad Jones und Charles Mingus bei den Big-Band-Titeln Portrait sowie den von Don Senay gesungenen Titeln Makin’ Whoopee, The Edge Of Love und Funny. Seine Suite Manhattan Melodrama erschien 1956 als Album bei Debut Records. 1957 lieferte er die Arrangements des Albums Roots der Prestige All Stars. Im gleichen Jahr nahm John Coltrane mit dem Red Garland Trio seine Komposition Slow Dance auf. 1958 wurde sein Opern-Einakter „Blues in the Subway“ in New York aufgeführt. Daneben hat er auch Gebrauchsmusiken wie Jingles geschrieben und als Musikproduzent für Motown und Verve gearbeitet.
Nach mehreren Jahrzehnten Aktivitäten in anderen Bereichen (u. a. schrieb er ein Libretto über Cyrano de Bergerac) widmet sich Levister zuletzt wieder der Musik. Er verstarb am 6. Dezember 2016.

## Diskographie
- Alonzo Levister: Manhattan Melodrama (Debut, 1956) mit Louis Mucci, John LaPorta, Teddy Charles
- Charles Mingus: The Complete Debut Recordings (Debut/Fantasy, 1951–57)
- The Prestige All Stars: Roots (Prestige, 1957) mit Idrees Sulieman, Jimmy Cleveland, Cecil Payne, Tommy Flanagan, Doug Watkins, Louis Hayes